# Épinomis
Épinomis, en grec ancien : Ἐπινομίς, est le titre d'un dialogue de Platon qui se présente comme un appendice aux Lois, ainsi que son titre l'indique. Bien que son authenticité ait été mise en doute, il figure dans le corpus platonicien depuis la plus haute antiquité.
Le genre du dialogue est « politique », selon Diogène Laërce, au même titre que les Lois, mais on devrait plutôt lui attribuer un caractère protreptique ; l’Épinomis pose la question de la vraie sagesse, et délibère d'abord sur la science des nombres, puis sur la contemplation des dieux sidéraux, qui assure à la fois la sagesse et le bonheur ; le dialogue semble offrir une conclusion ou un complément d’informations à La République de Platon ; le Minos y servirait d’introduction.

## Personnages
- Clinias de Crète, personnage qui fait également partie du dialogue des Lois
- Un étranger d'Athènes, métèque.
- Mégillos, porte-parole spartiate, qui apparaît également dans Les Lois de Platon.

## Dialogue
Le dialogue fait référence au Timée et développe le programme du « Conseil Nocturne » décrit dans Les Lois, après avoir rappelé la discussion précédente, au sujet de l’impiété : il s’agit des dialogues des Lois. Le Conseil Nocturne s’occupe d’astronomie, avec laquelle est confondue la théologie : il faut considérer les corps célestes comme des dieux, des vivants dont le corps est fait de feu, destructible en droit mais non en fait. Le dialogue considère que l’âme des corps célestes et divins possède un mouvement régulier et permanent que dirige l’intellect, que le Conseil est chargé d’étudier, parce que c’est de cet intellect que dérivent les lois de la Cité.

## Portée philosophique
Après avoir écarté toutes les sciences pratiques qui ne donnent pas la sagesse (chasse, divination, peinture, musique et poésie, mais aussi médecine, navigation, chicane), l’Épinomis étudie le tempérament philosophique : il est fait d'un équilibre de qualités opposées que l'âme reçoit avec modération et sans heurt, comme le calme parfait, la force tranquille qui retient parce qu'elle est mêlée de fermeté morale.  

### Astronomie
Dans le Timée, Platon insiste sur l’importance de l’éducation pour rendre une cité et ses citoyens bons et heureux ; dans l’Épinomis, c'est la science des nombres qui joue ce rôle car elle donne la possibilité d'étudier les révolutions célestes, et fait de l'homme le meilleur citoyen ; ainsi l’astronomie et la théologie par l’intermédiaire des mathématiques donnent la vraie sagesse et s'identifient dans ce dialogue à la piété. La régularité du mouvement des astres est une preuve de leur intelligence ; le corps des objets célestes (divinités visibles) est beaucoup plus grand qu’à l’œil nu, et le moteur de telles masses ne peut donc qu’être une âme divine. Au-dessous de ces dieux viennent deux entités démoniques (en grec ancien : δαίμονας), mentionnées en 984 e. Ce sont des êtres intermédiaires entre les mortels et les immortels. Cette démonologie ressemble beaucoup à celle du Banquet. 
Un autre rapport avec le Timée apparaît dans le nom des planètes, en association chacune avec une divinité - divinité olympienne, pour la plupart : cette association sera reprise par la culture et la religion dans l’Empire romain. Selon Platon, confirmé par Cicéron au Livre premier de son ouvrage Sur la Divination, c’est d’Égypte et de Chaldée que l’on tient les premières observations du ciel et des phénomènes planétaires. Le terme même de « chaldéen » désignait à l’époque de Cicéron celui qui pratiquait la prédiction de l’avenir par l’astrologie judiciaire. Mais l’Épinomis se sépare de l'astronomie chaldéenne sur plusieurs points. 

### Les cinq éléments
La doctrine des cinq éléments exposée à partir de 981 b semble développer deux indications de Platon dans le Timée : « Nous avons distingué cinq espèces de corps, ce sont le feu et l’eau, l’air comme troisième espèce, la terre comme la quatrième, l’éther enfin comme le cinquième » (981 b-c). L’éther n’est pas le séjour des astres (le séjour des astres est le feu), mais, comme l’air, celui d’êtres démoniques de nature translucide, intermédiaires entre les hommes et les dieux visibles que sont les astres. L’Épinomis mentionne une première fois l’éther comme cinquième corps, comme une sorte d’air, plus subtil et plus pur. L’auteur de l’Épinomis ajoute l’éther, substrat des corps célestes qui n’est soumis ni à la génération, ni à la corruption, ni aux changements de qualité ou de dimension. L'éther se déplace, non en ligne droite comme les autres, mais en cercle.
L’Épinomis propose une religion astrale, mais la « religion astrale de l’Épinomis reste une religion civique ». L’auteur de l’Épinomis assimile les dieux astres à des dieux étrangers. Les êtres de la région suprême sont les astres, puis viennent, de haut en bas, les êtres démoniques de l’éther, de l’air et de l’eau ; enfin les hommes.
L’Épinomis exprime la conviction de la supériorité de l’Hellène : « Voici un point dont il faut que tout Grec se rende compte. Cette région que nous habitons - la Grèce - est sans doute la mieux située pour favoriser l'excellence morale. Ce qui vaut d'être loué, dans ce pays, c’est qu’il est mitoyen entre le froid boréal et le climat estival. Posons en principe que tout ce que les Grecs reçoivent des barbares, ils l'embellissent et le portent à sa perfection ». 

## La question de l'authenticité
Dans l'Antiquité, ni Aristophane de Byzance, ni Cicéron, ni Nicomaque de Gerasa, Théon de Smyrne, Clément d'Alexandrie et Eusèbe n'émettent le moindre doute sur l'authenticité de l’Épinomis. Une seule phrase de Diogène Laërce laisse entendre que le dialogue n’a pas été écrit par Philippe d'Oponte, l'élève et le secrétaire de Platon à l’Académie, mais qu’il a transcrit l’Épinomis comme il avait transcrit les Lois : « Certains prétendent que Philippe d’Oponte recopia les dialogues des Lois de Platon qui se trouvaient sur des tablettes de cire. Ils soutiennent aussi que l’Épinomis est de lui ».

Dans les temps modernes, Werner Jaeger, Émile Bréhier et Léon Robin attribuent l’Épinomis à Philippe d'Oponte ; en effet, s'il n'y a pas place dans un dialogue authentique de Platon, pour une théologie astrale et particulièrement pour des emprunts à l'astrolâtrie chaldéenne, il faut attribuer l’Épinomis à un disciple. Les partisans de l'authenticité sont, entre autres, Hans Ræder (1938), A. E. Taylor (1932), Édouard des Places (1946), Theodor Gomperz et Charles Mugler (1949), qui a traduit et commenté Platon et Archimède. 
À l'inverse, l’Épinomis serait apocryphe, selon entre autres Hermann Diels (1918), Gerhard Müller (1935), Joseph Moreau (1939), Joseph Bidez (1945), Léon Robin (1950) et Taran (1975). À défaut d'arguments décisifs et irréfutables dans un sens ou dans l'autre, on peut s'en tenir à la longue tradition qui fait de l’Épinomis le dernier ouvrage de Platon, d'autant plus que la question de son authenticité n'influe pas sur sa portée philosophique.

### Éditions
- Luc Brisson (trad. du grec ancien), Épinomis : Platon, Œuvres complètes, Paris, Éditions Flammarion, 2008, 2204 p. (ISBN 978-2-08-121810-9), p. 1879
- Platon (trad. Édouard des Places), Œuvres complètes : Épinomis, t. XII, 2e partie, Paris, Société d'édition Les Belles Lettres, 1956, p. 91 à 161.

### Études
- Charles Mugler, « La Philosophie physique et biologique de l’Épinomis », Revue des Études grecques, vol. 62489, nos 489-490,‎ janvier-juin 1949, p. 31-79 (lire en ligne, consulté le 28 janvier 2020).
- (en) L. Tarán, Academica : Plato, Philip of Opus and the Pseudo-Platonic Epinomis, Philadelphie, 1975.
- Édouard des Places, S.J., « Une nouvelle défense de l’Épinomis », L'antiquité classique, t. 11, no 1,‎ 1942, p. 97-102 (lire en ligne)
- Édouard des Places, S.J., « L'authenticité des Lois et de l'Épinomis », L'antiquité classique, t. 21, no 2,‎ 1952, p. 376-383 (lire en ligne)